# هوکینگ ۱۴۲۰۳
سیارک ۱۴۲۰۳ (به انگلیسی: 14203 Hocking، نامگذاری:1998YT20) چهارده هزار و دویست و سومین سیارک کشف شده‌است که در ۲۵ دسامبر ۱۹۹۸ کشف شد.
قدر مطلق سیارک برابر ۳۷.۱ است.